# Marek Kuna-Broniowski
Marek Kuna-Broniowski (ur. 1948) – polski naukowiec, profesor doktor habilitowany nauk rolniczych. 

## Życiorys
2 kwietnia 1980 roku uzyskał stopień doktora w zakresie nauk technicznych rozprawą doktorską Wpływ rozkładu dwuwymiarowego pola elektromagnetycznego na charakterystyki mechaniczne silników asynchronicznych o wirniku cylindrycznym na Politechnice Szczecińskiej. Stopień doktora habilitowanego nauk rolniczych w zakresie inżynierii rolniczej uzyskał 17 czerwca 1999 roku rozprawą habilitacyjną Nowe metody prognozowania i wczesnego wykrywania chorób roślin na Akademii Rolniczej w Lublinie. 18 kwietnia 2005 roku decyzją Prezydenta RP otrzymał tytuł profesora doktora habilitowanego.
Marek Kuna-Broniowski jest kierownikiem Katedry Podstaw Techniki na Wydziale Inżynierii Produkcji Uniwersytetu Przyrodniczego w Lublinie.
Wszedł w skład komitetu wspierającego kandydaturę Karola Nawrockiego na prezydenta RP w wyborach w 2025.
Mąż Izabeli Kuny-Broniowskiej, z którą ma troje dzieci: Kamila, Damiana i Agnieszkę.

## Wybrane publikacje
- 2008 - Zastosowanie metody rezonansowej do wykrywania zmian masy małych obiektów biologicznych
- 2004 - Pomiar przestrzennego rozkładu temperatur w piecach tunelowych
- 2003 - Badania nad wykorzystaniem ogniw fotowoltaicznych w rolnictwie i przemyśle rolno-spożywczym. Część II
- 2002 - Badania nad wykorzystaniem ogniw fotowoltaicznych w rolnictwie i przemyśle rolno-spożywczym. Część I
- 1999 - Nowe metody prognozowania i wczesnego wykrywania chorób roślin